# Březolupy
Březolupy (německy Bresolup) jsou obec v okrese Uherské Hradiště ve Zlínském kraji. Žije zde přibližně 1 700 obyvatel. Jsou vzdáleny třináct kilometrů od centra Uherského Hradiště a šestnáct kilometrů od centra Zlína. Leží v moravském národopisném regionu Slovácko, části zvané Uherskohradišťské Dolňácko.

## Geomorfologie
Obec Březolupy zapadá do oblasti Slovensko-moravských Karpat a rozprostírá se na východní hranici Vizovické vrchoviny. Severozápadní část zapadá do geomorfologického podcelku Zlínské vrchoviny a větší jihovýchodní část do Hlucké pahorkatiny. Geomorfologické okrsky, které sem zabíhají jsou rovněž dva. Na severozápadě Napajedelská pahorkatina a na jihovýchodě Prakšická pahorkatina.

## Půdy
V Březolupech převládají dva půdní typy. Na jihovýchodě obce se rozkládají hnědozemě a na severozápadě kambizemě. Jen nepatrné území na východní hranici březolupského katastru se nachází na luvizemích.

## Historie
Okolí obce Březolupy obývali lidé už v pravěkých dobách. Dokladem o osídlením lokality před více než 2000 lety jsou nálezy kamenných nátepních plotének, které podle archeologů patří lidem s keramikou tzv. zvoncových pohárů. Avšak  první písemnou zmínku o Březolupech máme až z roku 1261. Objevila se v zakládací listině cisterciánského kláštera ve Vizovicích, který nechal zřídit brumovský purkrabí Smil ze Střílek. V tomto dokumentu, vydaném v Olomouci, jsou vypsány majetky, které Smil daruje klášteru, aby byl zajištěn jeho provoz, a jedna z jmenovaných obcí jsou právě Březolupy. 
Předpokládá se, že ve 14. století byly Březolupy rozděleny mezi více majitelů. Nejvýznamnějšími z nich byly v té době Šarovcové ze Šarov, kteří pravděpodobně drželi největší část březolupského území. Panství se podařilo sjednotit v druhé polovině 15. století bratřím Markvartovi, Václavovi a Janovi Ořechovským, kteří získali území od Vizovického kláštera i od Šarovců. Roku 1496 prodávají sjednocené panství rodu z Kunštátu. Předpokládá se, že v období husitských válek nebyly Březolupy katolické. Podíl na tom mohl mít husitský kazatel a šiřitel husitského hnutí, který sídlil ve vedlejší obci Šarovy, Václav zvaný Škleboň ze Šarov. Počátkem 17. století vypálil obec při svém tažení Moravou sedmihradský vévoda Štěpán Bočkaj. Další útrapy zažívala Morava v období třicetileté války. 
Další důležitou listinou byl tzv. Zahrádkovský rukopis vydaný roku 1628. Nechal ho napsat tehdejší majitel březolupského panství Václav Zahrádecký ze Zahrádek. Tato listina je pro dějiny obce Březolupy důležitá, protože obsahovala soupis majetku a povinností poddaných. Díky němu tedy víme, že se v obci nacházel pivovar, výčep piva, chmelnice, palírna, tlačírna oleje a vodní mlýny. Součástí byl i pustý hrad Šarovy s přilehlou vesnicí. 
26. února 1650 koupil březolupské panství František, svobodný pán Horecký z Horky. Za jeho působení začala stavba březolupského zámku na místě dosavadní tvrze. Sochu sv. Jana Nepomuckého, která dnes stojí vedle dětského hřiště v centru Březolup, nechal zhotovit další majitel panství, a to rod Forgáčů. Březolupský sv. Jan Nepomucký by měl být druhou nejstarší plastikou v regionu. Původní místo, kde socha stávala se nacházelo u potoka za vesnicí ve směru na Bílovice, ale před první světovou válkou byla přesunuta. 
Celé 17. století bylo pro Březolupy nešťastným. Podruhé byla obec vypálena při vpádu Gábora Betlena, poté zničena nájezdem Turků a částečně poničena při Kuruckých válkách a Rákócziho povstání. Další útrapy nastaly při válkách slezských, kdy březolupský zámek sloužil jako ubytovna pro část pruské armády. Obyvatelé obce se museli o vojáky starat i přesto, že nadělali mnoho škod, ale po několika dnech naštěstí odtáhli. 
Stavba březolupského kostela má své počátky za panování Ferdinanda, svobodného pána z Lonqueval, který roku 1787 vyjednal jeho stavbu. Ta byla dokončena až v roce 1802. Roku 1804 získal březolupské panství pan Jan Jindřich rytíř z Holle, který leží údajně na březolupském hřbitově. Jeho hrob byl dohledán a byl zřízen nový pomník. Roku 1806 prošla obcí Březolupy tyfová epidemie, které podlehlo 38 občanů. Roku 1866 zas zemřelo 73 občanů na epidemii cholery, kterou zavlekli na území Březolup a do okolních vesnic vojska pruské armády, která se zde pohybovala kvůli prusko-rakouským . Pro zemřelé z Březolup a Topolné byl vytvořen společný cholerový hrob, jehož lokace se předpokládá někde v polích mezi obcemi, nedaleko vystaveného nového altánu, který stojí u nové panelové cesty spojující tyto dvě vesnice. 
Do první světové války bylo povoláno 273 březolupských mužů. 44 z nich se už nikdy nevrátili domů. Na jejich připomínku byl postaven pomník u kostela. 29 mužů dezertovalo a připojilo se do Československých legií. Ze zámku vznikla za první světové války nemocnice.

## Obyvatelstvo
| Rok            | 1869 | 1880  | 1890  | 1900  | 1910  | 1921  | 1930  | 1950  | 1961  | 1970  | 1980  | 1991  | 2001  | 2011  | 2021  |
| -------------- | ---- | ----- | ----- | ----- | ----- | ----- | ----- | ----- | ----- | ----- | ----- | ----- | ----- | ----- | ----- |
| Počet obyvatel | 967  | 1 054 | 1 192 | 1 360 | 1 362 | 1 485 | 1 416 | 1 615 | 1 738 | 1 770 | 1 637 | 1 535 | 1 548 | 1 669 | 1 664 |
| Počet domů     | 170  | 201   | 217   | 244   | 264   | 281   | 341   | 389   | 396   | 425   | 429   | 477   | 499   | 544   | 552   |

## Obecní správa

### Obecní symboly
Znak a vlajka byly obci uděleny rozhodnutím předsedy Poslanecké sněmovny Parlamentu České republiky dne 22. října 2008.

## Pamětihodnosti
- Kostel Nanebevzetí Panny Marie
- Socha svatého Jana Nepomuckého
- Zámek Březolupy
- Severovýchodně od vesnice se dochovaly terénní pozůstatky zaniklého hradu Šarovy založeného na konci třináctého století.[10]

## Galerie

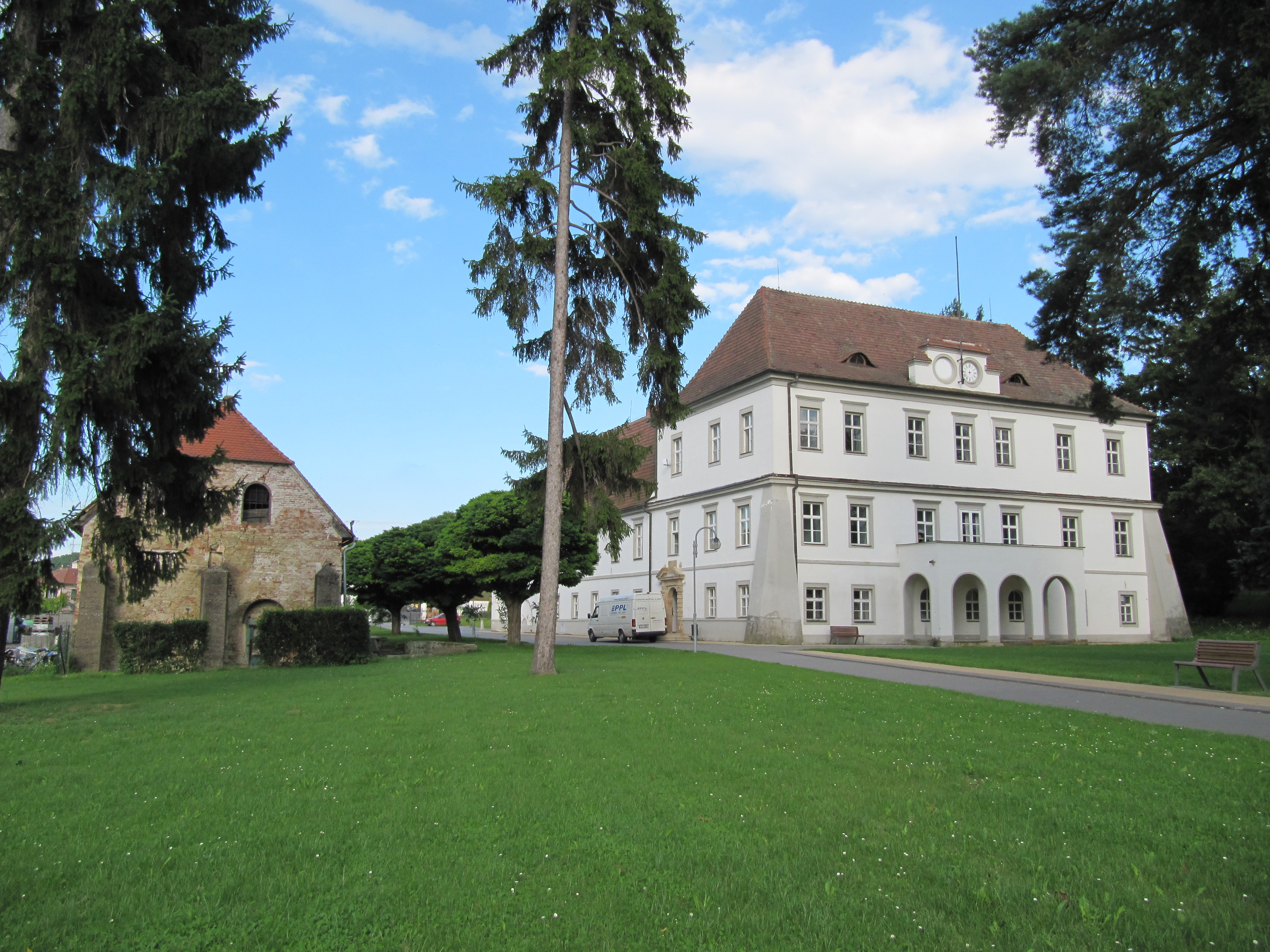
Zámek, sídlo obecního úřadu
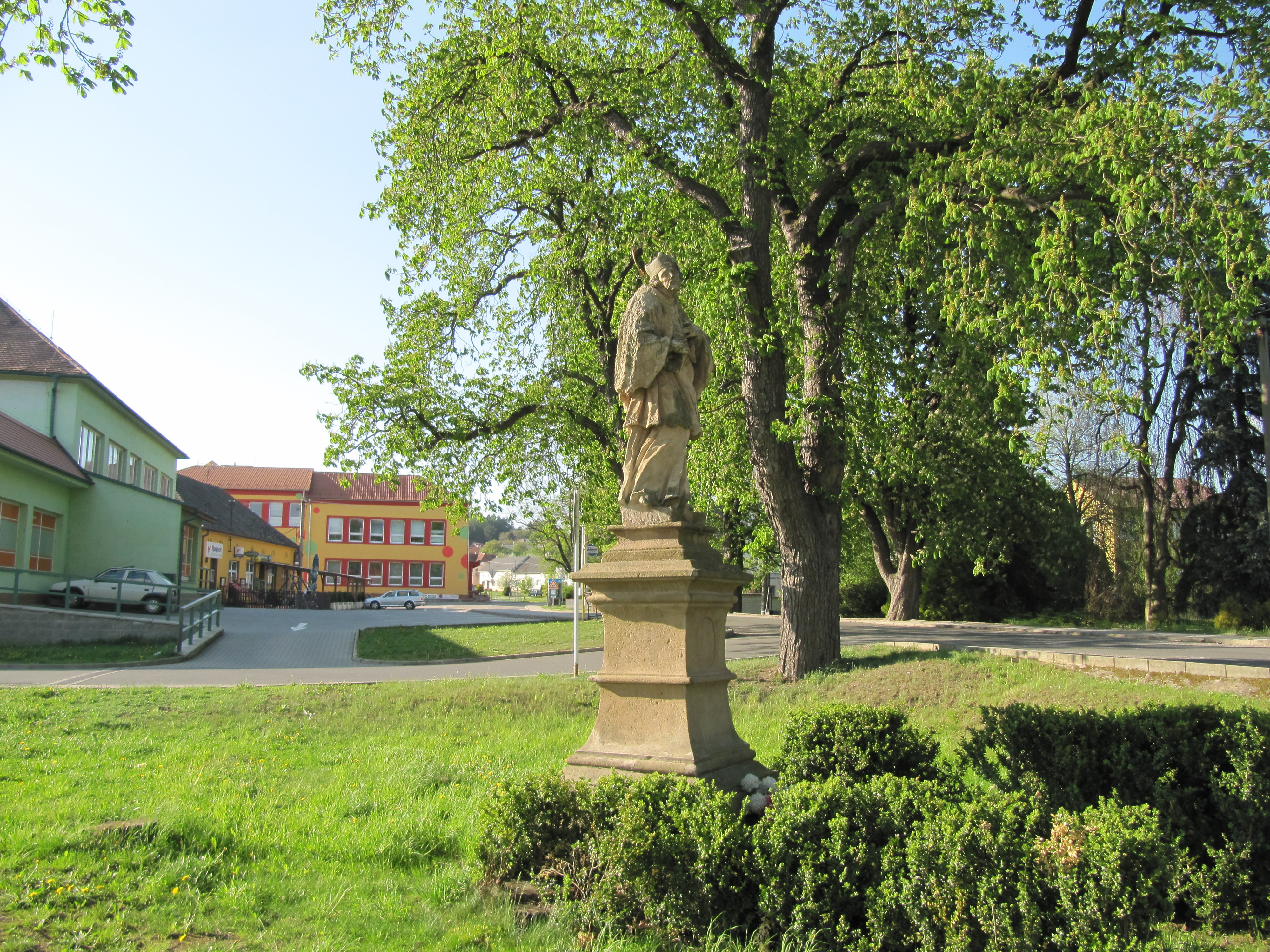
Socha sv. Jana Nepomuckého
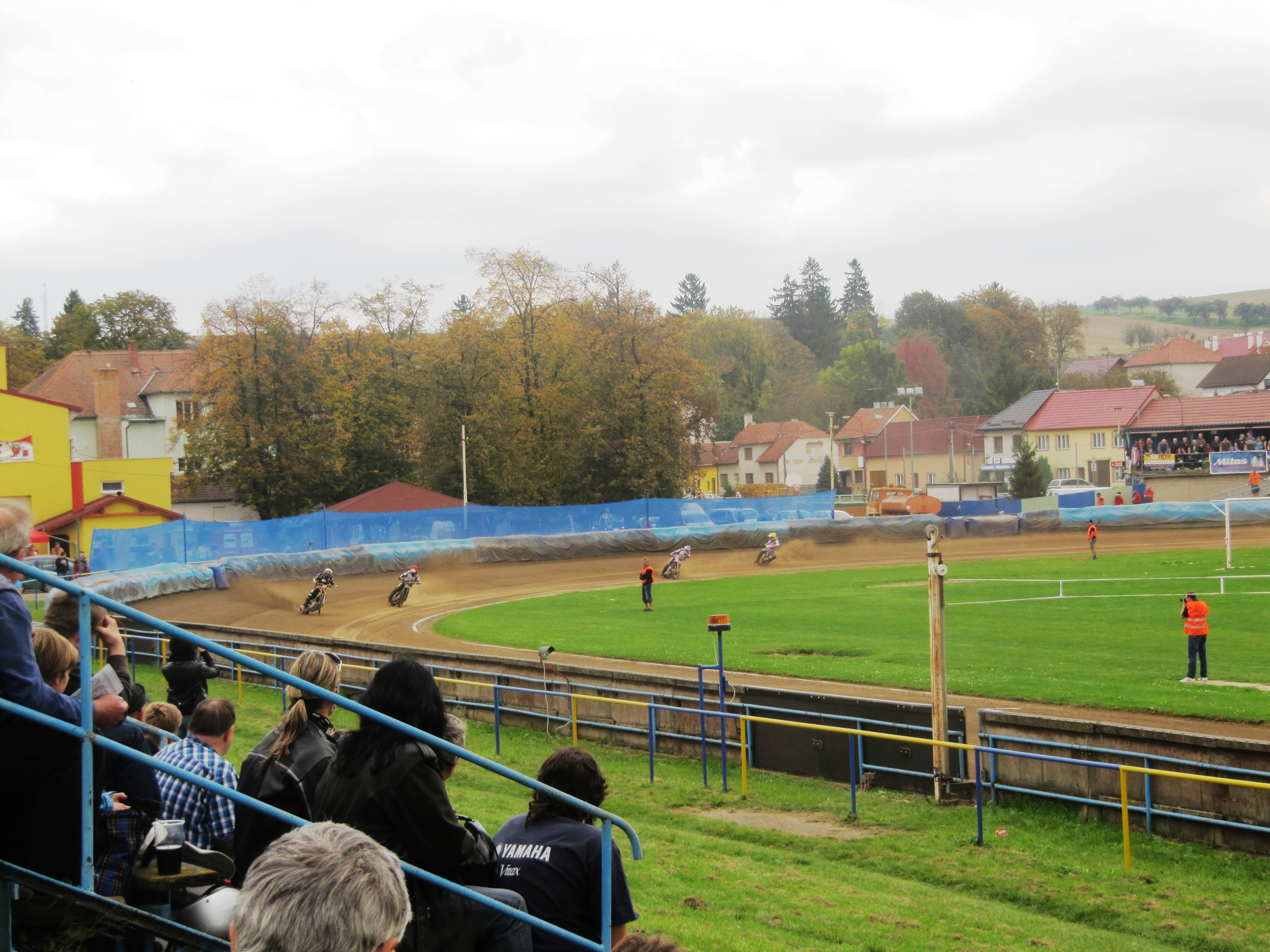
Plochá dráha
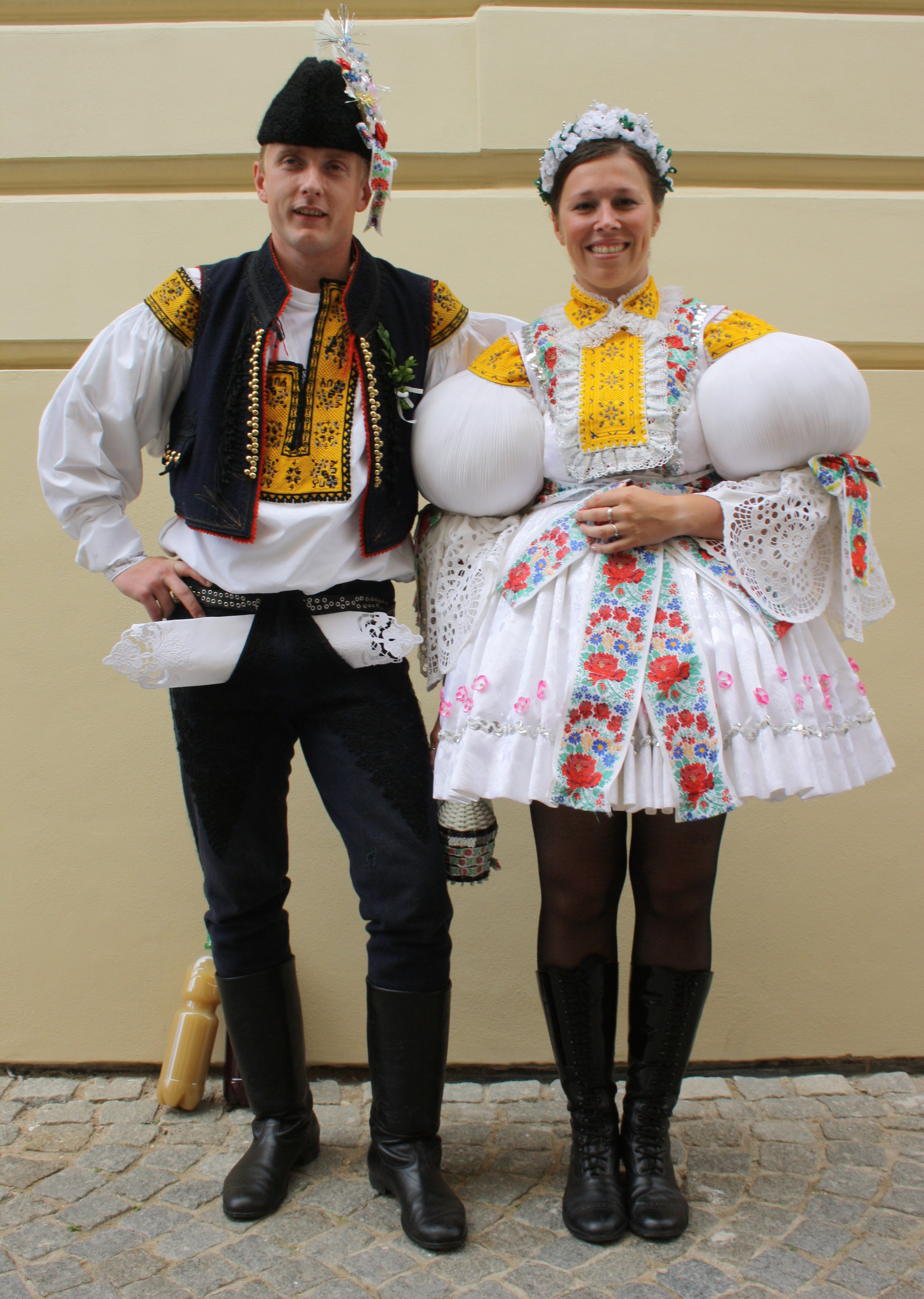
Kroje z Březolup

## Hospodářství
V minulosti se většina obyvatel živila zemědělstvím. Dnes pracují v různých místních firmách nebo dojíždějí za prací do okolních měst. Zejména do Zlína, Uherského Hradiště, Napajedel, Otrokovic, Starého Města a Kunovic.

## Společnost

### Sportovní spolky
- Autoklub
- Technické sporty Březolupy
- SK Březolupy
- Pohoda – pohybový (taneční) kroužek

### Hudební a taneční spolky
- Březolupský Botík – taneční soubor
- Jižané – country kapela

### Ostatní spolky
- Český červený kříž
- Myslivecké sdružení
- Český rybářský svaz
- Kynologický klub
- Honební společnost
- Svaz dobrovolných hasičů
- Orchis – součást ekologického Hnutí brontosaurus
- Klub českých turistů, odbor Chřibský lenochod
- Březová tříska

### Slovácké hody
Každoročně se třetí víkend v měsíci říjnu v Březolupech konají tradiční krojované Slovácké hody s právem. Tato událost je příležitostí pro prezentaci místního kroje, který patří do skupiny krojů uherskohradišťských-bílovských. Při této příležitosti navštíví obec velké množství návštěvníků z blízkého i vzdálenějšího okolí. Týden po hodech se konají hodové Dozvuky.